# 矢掛駅

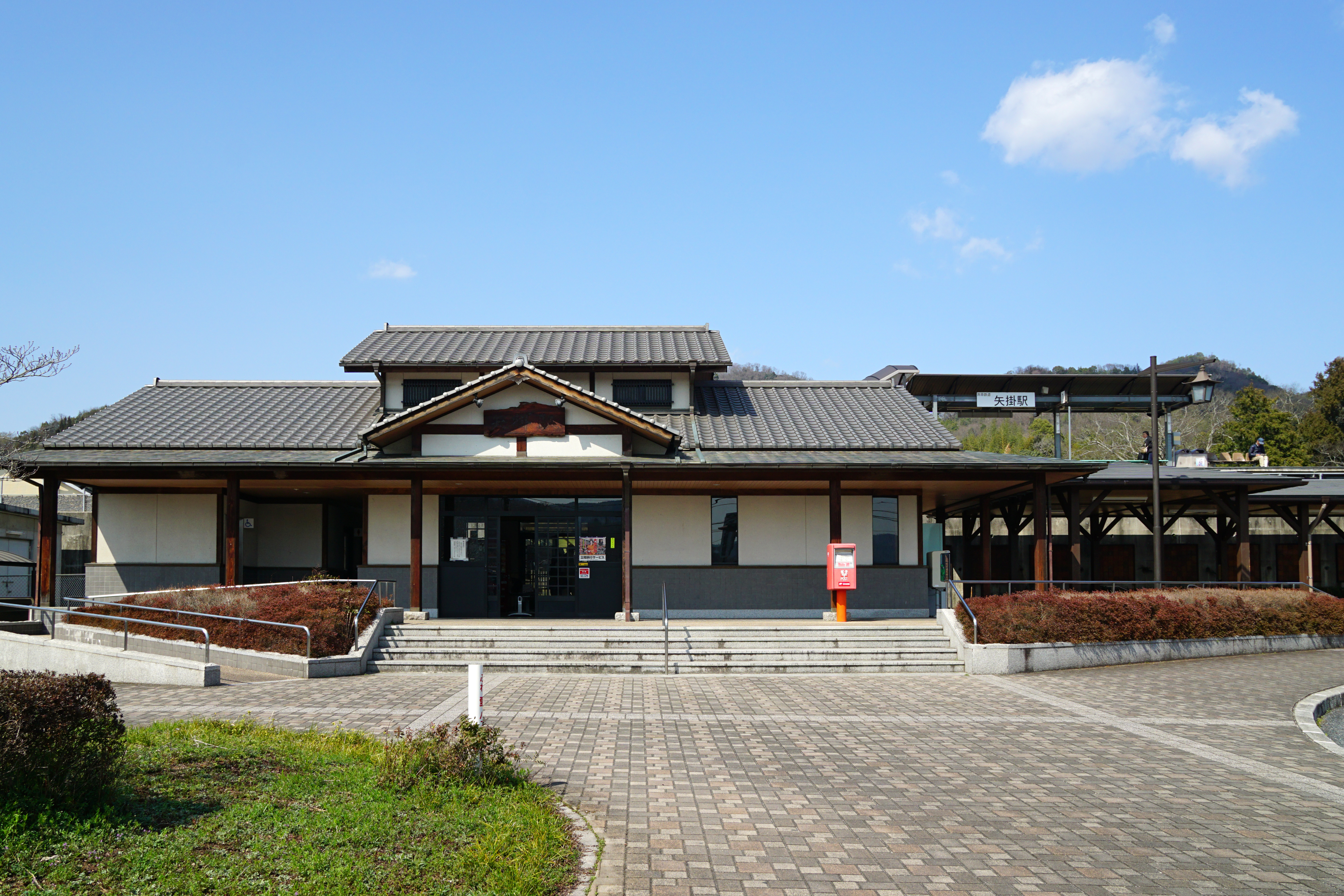
駅舎（2016年3月）

矢掛駅（やかげえき）は、岡山県小田郡矢掛町矢掛にある、井原鉄道井原線の駅。矢掛市街地からは外れた、山際の場所にあり、駅前の開発もあまり進んでおらず、田園風景がまだ残っている。

## 歴史
- 1999年（平成11年）1月11日：井原線開業と同時に設置[1]。

## 駅構造
島式ホーム1面2線で列車交換が可能な高架駅。地上へはホーム西端の階段を使って出入りする。
ホーム南西にある駅舎は、宿場町・矢掛をイメージした和風建築で、簡易委託による出札窓口もある。また、駅名標下部には「大名行列（矢掛の宿場まつり）」をイメージしたイラストが描かれている。駅北側へも通路が用意されているが、駅北側周辺には田圃とわずかな人家があるのみである。

### のりば
| ホーム | 路線    | 方向 | 行先           |
| ------ | ------- | ---- | -------------- |
| 1      | ■井原線 | 下り | 井原・神辺方面 |
| 2      | ■井原線 | 上り | 清音・総社方面 |

- 線路は東西ともY字分岐となっている。

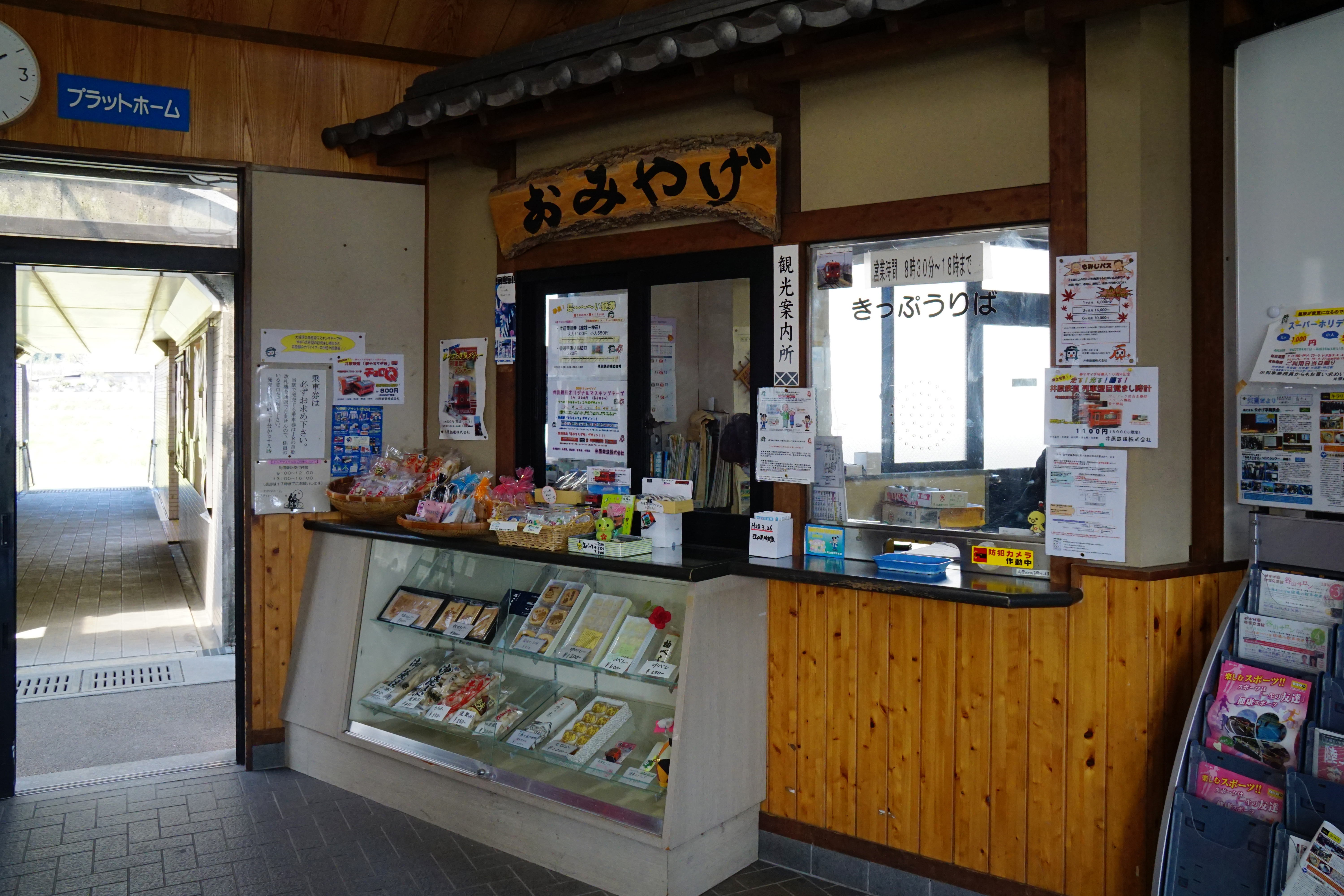
きっぷうりば（2016年3月）
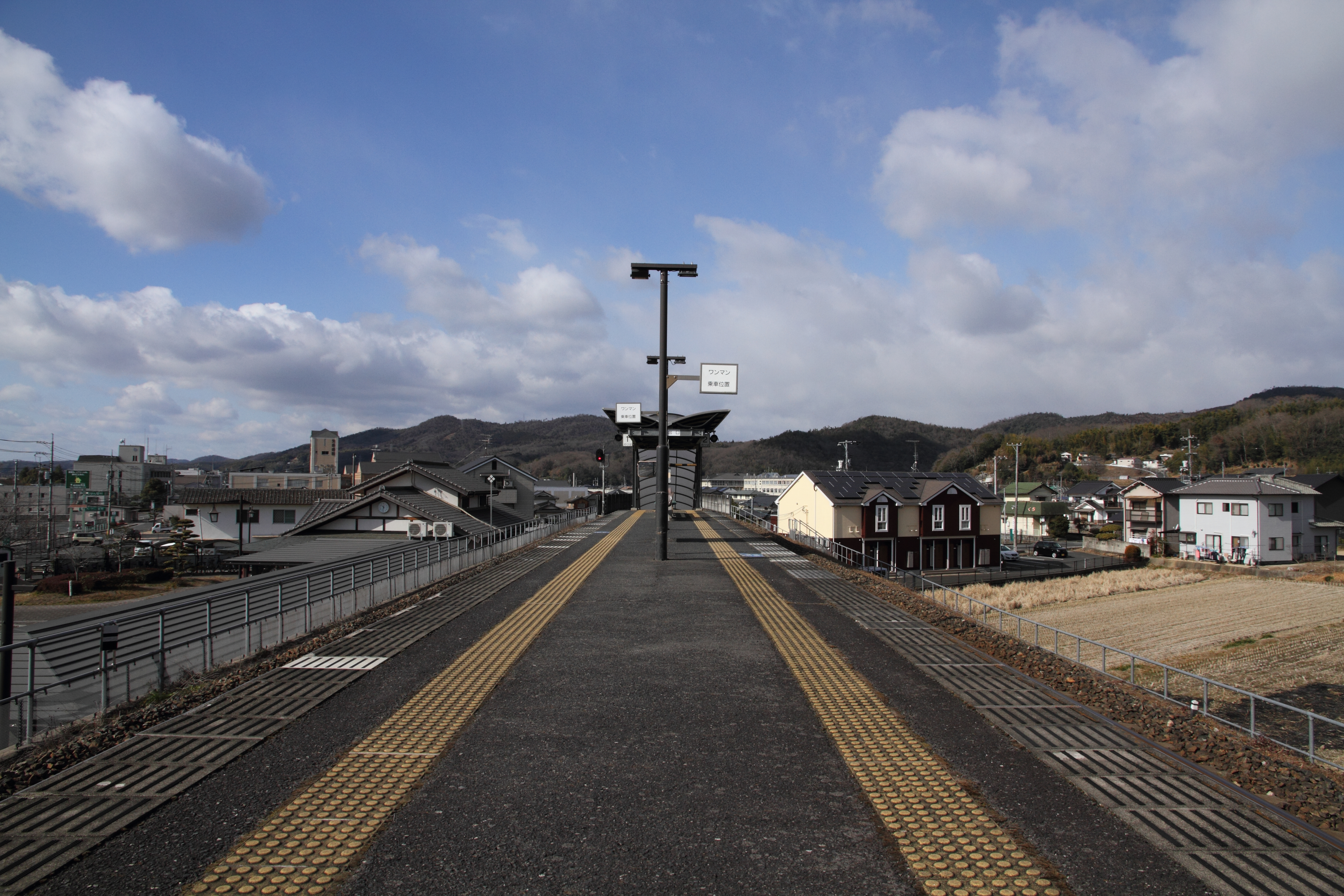
構内（2022年2月）

## 利用状況
| 1日乗降人員推移 | 1日乗降人員推移 |
| 年度            | 1日平均人数     |
| --------------- | --------------- |
| 2018年          | 733             |

## 駅周辺
- 矢掛町役場
- やかげ文化センター
- 共生（総合建設業）
- 矢掛郵便局
- 中国銀行
- 広島銀行
- 岡山県立矢掛高等学校
- 矢掛町立矢掛中学校
- 矢掛町立矢掛小学校
- 国道486号
- 岡山県道35号倉敷成羽線
- 岡山県道64号矢掛寄島線

## バス路線
駅構内に「井原線矢掛駅」バス停がある。
- 凡例
  - ■ 北振バス
  - ■ 井笠バスカンパニー

| 路線名               | 行先・方面など                                                               | 備考         |
| -------------------- | ---------------------------------------------------------------------------- | ------------ |
| ■矢掛 - 三山・平谷線 | 美砂橋・下田・美星支所前・美星産直プラザ                                     |              |
| ■矢掛 - 三山・平谷線 | 美砂橋・下田・美星支所前・美星産直プラザ・平谷                               |              |
| ■矢掛 - 三山・平谷線 | 矢掛高前・矢掛（東川面）                                                     |              |
| ■笠岡矢掛線          | 矢掛（小林）                                                                 |              |
| ■笠岡矢掛線          | 矢掛（小林）・東川面・小田東・新山・吉田・追分・笠高入口・笠岡駅前           | 平日のみ運行 |
| ■笠岡矢掛線          | 矢掛高前・東川面・小田東・新山・吉田・追分・笠高入口・笠岡駅前               |              |
| ■笠岡矢掛線          | 矢掛高前・東川面・小田東・新山・吉田・追分・笠高入口・笠岡駅前・笠岡市民病院 | 平日のみ運行 |

## その他
- 駅の南西の旧山陽道近くにかつての井笠鉄道矢掛駅の駅舎を利用した同社バスターミナル（現在は北振バスが使用）があり、現在も「矢掛駅」の看板を出しており、地元でもその呼称が使われている。
- パークアンドライド用に、駅前に30台分の駐車場がある。

## 隣の駅
井原鉄道
■井原線
三谷駅 - 矢掛駅 - 小田駅